# Кастильский канал
Кастильский канал исп. Canal de Castilla) — судоходный канал на севере Испании, построенный в XVIII—XIX веках. Продолжает использоваться для орошения, по нему возят туристов прогулочные суда.

## История
Канал был построен, чтобы связать места производства пшеницы в Кастилии и порты на севере Испании. В 1751 году, в период правления короля Фердинанда VI, по инициативе военного министра и министра финансов маркиза Энсенады была создана комиссия по разработке проекта строительства судоходных каналов. Через два года знаменитый испанский геодезист Антонио де Ульоа представил свой «Генеральный проект каналов для судоходства и орошения». Работы по строительству Кастильского канала начались в 1753 году и продлились до 1849 года. Изначально намечалось довести канал до порта Сантандер, но из-за нехватки средств и сложного рельефа местности, а также из-за того, что была построена железная дорога, от этого отказались. Канал более всего использовался между 1850 и 1870 годами, когда по нему плавало около 400 лодок, которые тащили мулы.

## Описание
Длина канала составляет 207 км, он делится на три участка:
- северный участок от Алар-дель-Рей (где в канал вливаются воды реки Писуэрга) до Рибас-де-Кампос, 75 км, имеет 24 шлюзов;
- средний участок от Рибас-де-Кампос до Медины-де-Риосеко, 78 км, более ровный, имеет 7 шлюзов;
- южный участок, от Эль-Серрона на границе муниципалитета Грихота до Вальядолида, 54 км, имеет 18 шлюзов.